# Slovenija na Evropskem prvenstvu v nogometu 2000
Evropsko prvenstvo v nogometu 2000 v Belgiji in na Nizozemskem je bilo prvo evropsko prvenstvo, na katerega se je uvrstila slovenska nogometna reprezentanca.
Pred odhodom na EP 2000, je Slovenija odigrala štiri prijateljske tekme, od katerih je dve zmagala, eno remizirala in eno izgubila. Med pripravljalnimi tekmami so pokazali, da lahko presenetijo; premagali so Katar s 4:0 in izgubili proti Franciji v gosteh s 3:2 po senzacionalnem vodstvu 2:0.
Slovenija je bila na Evru 2000 edina reprezentanca, za katero je bilo mogoče reči, da ni imela kaj izgubiti, da pa je lahko veliko dobila. Slovenija je igrala v skupini C na Evru 2000, v kateri so bile poleg Slovenije še Jugoslavija, Španija in Norveška. Za Slovenijo je bila ena točka proti sleherni reprezentanci dosega cilja.
Evro 2000 se je za Slovenijo začel s tekmo proti Jugoslaviji. Prva tekma proti Jugoslaviji je bila za Slovence posebej pomembna, ne samo zato, ker so debitirali, marveč tudi zato, ker so se vrnili domov nasmejani, saj so osvojili več kot eno točko. Slovenci so pričeli tekmo silovito in prišli po golih Zlatka Zahoviča (23', 57') in Mirana Pavlina (52') do vodstva 3:0, preden je Jugoslavija v šestih minutah izenačila izid na končni rezultat 3:3.
Pet dni kasneje je Slovenija na svoji drugi tekmi merila moči z Španijo. Španci so že v 4. minuti povedli z golom Raúl. V nadaljnji tekmi je Sloveniji z dobro igro in hitrimi protinapadi celo uspelo za kratek čas izničiti vodstvo Špancev. Za slovenski gol je v 59. minuti po podaji Mladena Rudonje poskrbel Zlatko Zahovič, ki je iz sedmih metrov premagal španskega vratarja Cañizaresa. Samo 60 sekund po golu Zahoviča je za končno zmago Špancev z 2:1 poskrbel Joseba Exteberria.
Slovenija je svojo tretjo tekmo na evropskem prvenstvu odigrala v Arnhemu proti Norveški. Srečanje se je končalo brez zmagovalca in brez golov, kar je pomenilo, da so Slovenci morali oditi domov že po prvem delu tekmovanja. Selektor Srečko Katanec se je ob koncu EP 2000 soočil s problemom, saj so se njegovi igralci izpraznili v tekmi proti svetovnemu prvaku Franciji in porabili vse svoje adute.
Kljub hitremu izpadu iz tekmovanja so Slovenski nogometaši zapustili evropski oder z visoko dvignjenimi glavami. Po prepričljivih nastopih na evropskem prvenstvu so se številni evropski klubi začeli zanimati za slovenske igralce. Tako so menjali klube Zlatko Zahovič (CF Valencia), Miran Pavlin (FC Porto), Milan Osterc (Hapoel Tel Aviv), Amir Karič (Ipswich Town), Đoni Novak (Spvgg Unterhaching).

## Lestvica
| ekipa                                                      | tekme | zmaga | remi | poraz | gol razlika | točke |
| ---------------------------------------------------------- | ----- | ----- | ---- | ----- | ----------- | ----- |
| Španija                                                    | 3     | 2     | 0    | 1     | +1          | 6     |
| [[Slika:{{{flag alias-FR}}}\|22x20px\|border]] Jugoslavija | 3     | 1     | 1    | 1     | 0           | 4     |
| Norveška                                                   | 3     | 1     | 1    | 1     | 0           | 4     |
| Slovenija                                                  | 3     | 0     | 2    | 1     | −1          | 2     |

## Tekme
| 13. junij 2000 20:45 | [[Slika:{{{flag alias-FR}}}\|22x20px\|border]] Jugoslavija | 3 – 3 | Slovenija               | Stadion: Stade du Pays de Charleroi, Charleroi Gledalcev: 15,000 Sodnik: Vítor Melo Pereira (Portugalska) |
| 13. junij 2000 20:45 | Milošević 67 73 Drulović 70                                |       | Zahovič 23 57 Pavlin 52 | Stadion: Stade du Pays de Charleroi, Charleroi Gledalcev: 15,000 Sodnik: Vítor Melo Pereira (Portugalska) |

| 18. junij 2000 18:00 | Slovenija  | 1 – 2 | Španija              | Stadion: Amsterdam ArenA, Amsterdam Gledalcev: 45,000 Sodnik: Markus Merk (Nemčija) |
| 18. junij 2000 18:00 | Zahovič 59 |       | Raúl 4 Etxeberria 60 | Stadion: Amsterdam ArenA, Amsterdam Gledalcev: 45,000 Sodnik: Markus Merk (Nemčija) |

| 21. junij 2000 18:00 | Slovenija | 0 – 0 | Norveška | Stadion: Gelredome, Arnhem Gledalcev: 22,000 Sodnik: Graham Poll (Anglija) |
| 21. junij 2000 18:00 |           |       |          | Stadion: Gelredome, Arnhem Gledalcev: 22,000 Sodnik: Graham Poll (Anglija) |

### Reprezentantje Slovenije na prvenstvu
Prva postava Slovenije na EP 2000:
| Št. | Položaj | Igralec           | Datum rojstva (starost) | Nastopi | Klub            |
| --- | ------- | ----------------- | ----------------------- | ------- | --------------- |
| 12  | GK      | Mladen Dabanovič  | 13. september 1971      | 12      | Lokeren         |
| 3   | DF      | Željko Milinovič  | 22. april 1976          | 16      | LASK Linz       |
| 4   | DF      | Darko Milanič (c) | 18. december 1967       | 40      | Sturm Graz      |
| 5   | DF      | Marinko Galič     | 22. april 1970          | 50      | Maribor         |
| 6   | DF      | Aleksander Knavs  | 5. december 1975        | 21      | Tirol Innsbruck |
| 7   | MF      | Džoni Novak       | 4. september 1969       | 47      | Sedan           |
| 8   | MF      | Aleš Čeh          | 7. april 1968           | 51      | Grazer          |
| 10  | MF      | Zlatko Zahovič    | 1. februar 1971         | 46      | Olympiacos      |
| 11  | MF      | Miran Pavlin      | 8. oktober 1971         | 24      | Karlsruhe       |
| 9   | FW      | Sašo Udovič       | 13. december 1968       | 37      | LASK Linz       |
| 13  | MF      | Mladen Rudonja    | 26. julij 1971          | 37      | St. Truiden     |

Rezervna klop na EP 2000:
| Št. | Položaj | Igralec          | Datum rojstva (starost) | Nastopi | Klub          |
| --- | ------- | ---------------- | ----------------------- | ------- | ------------- |
| 1   | GK      | Marko Simeunovič | 6. december 1967        | 26      | Maribor       |
| 2   | DF      | Spasoje Bulajič  | 24. november 1975       | 8       | Köln          |
| 12  | GK      | Mladen Dabanovič | 13. september 1971      | 12      | Lokeren       |
| 14  | MF      | Saša Gajser      | 11. februar 1974        | 5       | Gent          |
| 15  | DF      | Rudi Istenič     | 10. januar 1971         | 17      | Uerdingen     |
| 16  | MF      | Anton Žlogar     | 24. januar 1977         | 1       | Gorica        |
| 17  | FW      | Ermin Šiljak     | 11. maj 1973            | 19      | Servette      |
| 18  | FW      | Milenko Ačimovič | 15. februar 1977        | 20      | Crvena Zvezda |
| 19  | DF      | Amir Karič       | 31. december 1977       | 24      | Maribor       |
| 20  | FW      | Milan Osterc     | 4. julij 1975           | 20      | Olimpija      |
| 21  | MF      | Zoran Pavlovič   | 27. junij 1976          | 4       | Dinamo Zagreb |
| 22  | GK      | Dejan Nemec      | 1. marec 1977           | 0       | Mura          |

### Statistika Slovenije na EP 2000
| Pos | Država    | GF:GA | % GF | P | W | D | L |
| --- | --------- | ----- | ---- | - | - | - | - |
| 11. | Anglija   | 5:6   | 1.67 | 3 | 1 | 2 | 0 |
| 12. | Belgija   | 2:5   | 0.67 | 3 | 1 | 0 | 2 |
| 13. | Slovenija | 4:5   | 1.33 | 3 | 0 | 2 | 1 |
| 14. | Nemčija   | 1:5   | 0.33 | 3 | 0 | 1 | 2 |
| 15. | Švedska   | 2:4   | 0.67 | 3 | 0 | 1 | 2 |
| 16. | Danska    | 0:8   | 0.00 | 3 | 0 | 0 | 3 |

Pos – uvrstitev države na EP med 16 reprezentancami; Država – država; GF:GA – dani in prejeti zadetki; % GF – povprečje danih zadetkov; P - odigrana tekma; W – zmaga; D – remi; L - poraz.

### Statistika strelcev na EP 2000
| Pos | Ime in priimek   | Država     | Št. zadetkov |
| --- | ---------------- | ---------- | ------------ |
| 5.  | Thierry Henry    | Francija   | 3            |
| 6.  | Zlatko Zahovič   | Slovenija  | 3            |
| 7.  | Marc Overmars    | Nizozemska | 2            |
| 44. | Dorinel Munteanu | Romunija   | 1            |
| 45. | Miran Pavlin     | Slovenija  | 1            |
| 46. | Joseba Exteberia | Španija    | 1            |

Pos – uvrstitev reprezentanta glede na št. danih zadetkov med 55 reprezentanti.